# Formuła 3000 – Grand Prix Buenos Aires 1992
Grand Prix Buenos Aires 1992 – nieoficjalny wyścig Formuły 3000, który miał miejsce na torze Autódromo Oscar Alfredo Gálvez (Buenos Aires) 13 grudnia 1992 roku.
Nazywany również Pucharem Świata Formuły 3000 1992. Wzięli w nim udział głównie kierowcy i zespoły startujące w sezonie 1992 Formuły 3000.

## Lista startowa
| Nr | Kierowca           | Zespół              | Samochód    | Silnik     | Opony |
| -- | ------------------ | ------------------- | ----------- | ---------- | ----- |
| 1  | Andrea Gilardi     | Crypton Engineering | Reynard 92D | Cosworth   | G     |
| 2  | José Luis di Palma | Crypton Engineering | Reynard 92D | Cosworth   | G     |
| 3  | Olivier Beretta    | Forti Corse         | Reynard 92D | Cosworth   | G     |
| 4  | Gabriel Furlán     | Forti Corse         | Reynard 92D | Cosworth   | G     |
| 5  | Andrea Montermini  | A&A Junior Team     | Reynard 91D | Cosworth   | G     |
| 6  | Fabian Malta       | GJ Motorsport       | Reynard 92D | Cosworth   | G     |
| 7  | Mercedes Stermitz  | GJ Motorsport       | Reynard 91D | Cosworth   | G     |
| 8  | Mario Molteni      | Il Barone Rampante  | Reynard 92D | Zytek Judd | G     |
| 9  | Guillermo Kissling | Il Barone Rampante  | Reynard 92D | Cosworth   | G     |
| 10 | Alejandro Pagani   | Il Barone Rampante  | Reynard 92D | Cosworth   | G     |
| 11 | Constantino Jr.    | Apomatox            | Lola T92/50 | Cosworth   | G     |
| 12 | Emmanuel Collard   | Apomatox            | Lola T92/50 | Cosworth   | G     |
| 14 | Klaus Panchyrz     | Team MIS            | Reynard 91D | Cosworth   | G     |
| 15 | Vittorio Zoboli    | Advance Racing      | Reynard 92D | Cosworth   | G     |
| 16 | Yvan Muller        | Omegaland Racing    | Reynard 91D | Cosworth   | G     |
| 18 | David Kudrave      | CoBRa Motorsport    | Reynard 92D | Cosworth   | G     |
| 19 | Paolo delle Piane  | CoBRa Motorsport    | Reynard 92D | Cosworth   | G     |
| 20 | John Graham        | CoBRa Motorsport    | Reynard 91D | Cosworth   | G     |
| 21 | Craig Baird        | Weylock Racing      | Reynard 91D | Cosworth   | G     |
| 22 | Peter Kox          | Weylock Racing      | Reynard 91D | Cosworth   | G     |
| Nr | Kierowca           | Zespół              | Samochód    | Silnik     | Opony |

## Wyniki

### Kwalifikacje
| P  | Nr | Kierowca           | Konstruktor(-silnik) | Opony | Czas     | Odstęp   | Strata   |
| -- | -- | ------------------ | -------------------- | ----- | -------- | -------- | -------- |
| 1  | 5  | Andrea Montermini  | Reynard-Cosworth     | G     | 1:06.053 | -        | -        |
| 2  | 12 | Emmanuel Collard   | Lola-Cosworth        | G     | 1:06.543 | 0:00.490 | 0:00.490 |
| 3  | 3  | Olivier Beretta    | Reynard-Cosworth     | G     | 1:06.709 | 0:00.166 | 0:00.656 |
| 4  | 4  | Gabriel Furlán     | Reynard-Cosworth     | G     | 1:06.774 | 0:00.065 | 0:00.721 |
| 5  | 10 | Alejandro Pagani   | Reynard-Cosworth     | G     | 1:07.080 | 0:00.306 | 0:01.027 |
| 6  | 15 | Vittorio Zoboli    | Reynard-Cosworth     | G     | 1:07.199 | 0:00.119 | 0:01.146 |
| 7  | 2  | José Luis di Palma | Reynard-Cosworth     | G     | 1:07.251 | 0:00.052 | 0:01.198 |
| 8  | 1  | Andrea Gilardi     | Reynard-Cosworth     | G     | 1:07.253 | 0:00.002 | 0:01.200 |
| 9  | 19 | Paolo delle Piane  | Reynard-Cosworth     | G     | 1:07.664 | 0:00.411 | 0:01.611 |
| 10 | 9  | Guillermo Kissling | Reynard-Cosworth     | G     | 1:07.796 | 0:00.132 | 0:01.743 |
| 11 | 18 | David Kudrave      | Reynard-Cosworth     | G     | 1:08.191 | 0:00.395 | 0:02.138 |
| 12 | 22 | Peter Kox          | Reynard-Cosworth     | G     | 1:08.265 | 0:00.074 | 0:02.212 |
| 13 | 11 | Constantino Jr.    | Lola-Cosworth        | G     | 1:08.382 | 0:00.117 | 0:02.339 |
| 14 | 16 | Yvan Muller        | Reynard-Cosworth     | G     | 1:08.393 | 0:00.011 | 0:02.350 |
| 15 | 6  | Fabian Malta       | Reynard-Cosworth     | G     | 1:09.265 | 0:00.872 | 0:03.212 |
| 16 | 21 | Craig Baird        | Reynard-Cosworth     | G     | 1:09.453 | 0:00.188 | 0:03.400 |
| 17 | 14 | Klaus Panchyrz     | Reynard-Cosworth     | G     | 1:10.385 | 0:00.932 | 0:04.332 |
| 18 | 8  | Mario Molteni      | Reynard-Zytek Judd   | G     | 1:11.775 | 0:01.390 | 0:05.722 |
| 19 | 7  | Mercedes Stermitz  | Reynard-Cosworth     | G     | 1:12.327 | 0:00.552 | 0:06.274 |
| 20 | 20 | John Graham        | Reynard-Cosworth     | G     | 1:13.366 | 0:01.039 | 0:07.313 |
| P  | Nr | Kierowca           | Konstruktor(-silnik) | Opony | Czas     | Odstęp   | Strata   |

### Wyścig
| P                 | Nr | Kierowca | Konstruktor        | Opony              | Okr. | Czas / Strata | Komentarz       |         |
| ----------------- | -- | -------- | ------------------ | ------------------ | ---- | ------------- | --------------- | ------- |
| 1                 |    | 5        | Andrea Montermini  | Reynard-Cosworth   | G    | 59            | 1h09m35s        |         |
| 2                 |    | 12       | Emmanuel Collard   | Lola-Cosworth      | G    | 59            | 1h09m43s(+0:08) |         |
| 3                 |    | 3        | Olivier Beretta    | Reynard-Cosworth   | G    | 59            | 1h09m47s(+0:12) |         |
| 4                 |    | 15       | Vittorio Zoboli    | Reynard-Cosworth   | G    | 59            | 1h09m49s(+0:14) |         |
| 5                 |    | 2        | José Luis di Palma | Reynard-Cosworth   | G    | 59            | 1h10m19s(+0:44) |         |
| 6                 |    | 4        | Gabriel Furlán     | Reynard-Cosworth   | G    | 59            | 1h10m40s(+1:05) |         |
| 7                 |    | 19       | Paolo delle Piane  | Reynard-Cosworth   | G    | 59            | 1h10m43s(+1:08) |         |
| 8                 |    | 16       | Yvan Muller        | Reynard-Cosworth   | G    | 59            | 1h10m47s(+1:12) |         |
| 9                 |    | 10       | Alejandro Pagani   | Reynard-Cosworth   | G    | 58            | - 1 okr.        |         |
| 10                |    | 11       | Constantino Jr.    | Lola-Cosworth      | G    | 58            | - 1 okr.        |         |
| 11                |    | 18       | David Kudrave      | Reynard-Cosworth   | G    | 56            | - 3 okr.        |         |
| 12                |    | 9        | Guillermo Kissling | Reynard-Cosworth   | G    | 56            | - 3 okr.        |         |
| Niesklasyfikowani |    |          |                    |                    |      |               |                 |         |
|                   |    | 22       | Peter Kox          | Reynard-Cosworth   | G    | 36            | - 23 okr.       | wypadek |
|                   |    | 21       | Craig Baird        | Reynard-Cosworth   | G    | 36            | - 23 okr.       | wypadek |
|                   |    | 6        | Fabian Malta       | Reynard-Cosworth   | G    | 29            | - 30 okr.       | wypadek |
|                   |    | 20       | John Graham        | Reynard-Cosworth   | G    | 28            | - 31 okr.       | wypadek |
|                   |    | 1        | Andrea Gilardi     | Reynard-Cosworth   | G    | 18            | - 41 okr.       | wypadek |
|                   |    | 8        | Mario Molteni      | Reynard-Zytek Judd | G    | 14            | - 45 okr.       | wypadek |
|                   |    | 14       | Klaus Panchyrz     | Reynard-Cosworth   | G    | 10            | - 49 okr.       | wypadek |
| NW                |    | 7        | Mercedes Stermitz  | Reynard-Cosworth   | G    | 0             | - 59 okr.       | silnik  |
| P                 | Nr | Kierowca | Konstruktor        | Opony              | Okr. | Czas / Strata | Komentarz       |         |